# Каролина Амалия фон Хесен-Касел
Каролина Амалия фон Хесен-Касел (на немски: Karoline Amelie von Hessen-Kassel; * 11 юли 1771, Ханау; † 22 февруари 1848, Гота) от Дом Хесен, е принцеса от Хесен-Касел и чрез женитба херцогиня на Саксония-Гота-Алтенбург. Тя се ползва с голямо уважение за своята благотворителна дейност.

## Живот
Дъщеря е на ландграф и курфюрст Вилхелм I фон Хесен-Касел (1743 – 1821) и съпругата му принцеса Вилхелмина Каролина Датска (1747 – 1820), дъщеря на датския крал Фредерик V (1723 – 1766) и Луиза Хановер, принцеса на Великобритания и Ирландия (1724 – 1751).
Каролина Амалия се омъжва на 24 април 1802 г. в Касел за херцог Август фон Саксония-Гота-Алтенбург (1772 – 1822). Тя е втората му съпруга. Бракът е бездетен. От 1810 г. той се вижда рядко с нея и от 1813 г. те живеят в различни дворци.
Каролина Амалия умира на 22 февруари 1848 г. в Зимния дворец в Гота на 76 години и е погребана след пет дена на 27 февруари на остров в дворцовия парк при нейния съпруг.